# ریچموند، تاسمانی
ریچموند (به انگلیسی: Richmond) یک شهرک در استرالیا است که در تاسمانی واقع شده‌است.